# 이서윤
이서윤(1966년 8월 14일 ~ )은 대한민국의 성우다. 1988년 EBS에 입사했으며, 현재는 EBS 10기로서, 교육방송 성우극회 소속이다.

## 주요 출연작품

### 애니메이션
- 꼬마숙녀 스트로베리 (EBS) - 허니파이
- 내 짝꿍은 원숭이 (카툰네트워크) - 카멜레온 선생님
- 니코의 세상 (EBS) - 사라
- 달려라 카카 (EBS) - 마샤
- 떴다! 퀘스트 기사단 (카툰네트워크) - 웨이
- 말썽꾸러기 띠떼프 (EBS) - 엄마
- 명탐정 코난 (투니버스) - 주나경
- 신밧드의 모험 (EBS)
- 매직 유저스 클럽 (애니맥스) - 아이카와 아카네
- 미앤마이로봇 (EBS) - 튤립, 미스 로즈
- 믹과 맥의 축구이야기 (EBS)
- 변신로봇5 (EBS) - 대장
- 별난 가족 힐 (EBS) - 민
- 슈퍼와이 (EBS) - 와이엇 엄마
- 신기한 스쿨버스 (EBS) - 완다
- 신비의 세계 엘하자드 (SBS) - 이플리타
- 심슨 가족 (EBS) - 마지 심슨
- 용용나라로 떠나요 (EBS) - 달록이
- 우리는 곰돌이 가족 (EBS) - 엄마곰
- 이야기 극장 - 헬로키티와 친구들 (애니맥스) - 캐트너
- 철인 버디 (애니맥스) - 레비
- 호야네 집 (EBS) - 엄마

### 영화
- 쥬만지 (EBS) - 세라 위틀(보니 헌트)
- 베토벤 (EBS) - 앨리스(보니 헌트)
- 시끌벅적 마을의 아이들 - 여름 그리고 가을 (EBS)
- 시끌벅적 마을의 아이들 - 겨울 그리고 봄 (EBS)

### 외화
- 공룡캠프의 비밀 (EBS)
- 사랑의 마을 에버우드 (EBS) - 린다 에보트 (마샤 크로스)
- 삼국지 극장판 (CHING) - 태부인
- 와신상담 (EBS)

### 내레이션
- 잘먹고 잘사는 법 (SBS)
- 정보토크 팔방미인 (MBC)

### 기타
- 레인보우 살인사건 (옛날방송국) - 김농주
- 모여라 딩동댕 (EBS) - 뚝딱이
- 자이언트펭TV (EBS)